# Jonathan Carroll
Jonathan Samuel Carroll (New York, 26 gennaio 1949) è uno scrittore statunitense di letteratura horror e fantastica.

## Biografia
Carroll è nato a New York da Sidney Carroll, uno sceneggiatore, autore tra l'altro de Lo spaccone (per il quale ottenne, nel 1962, la nomination all'Oscar alla migliore sceneggiatura non originale) e June (nata Sillman), attrice e poetessa, che ha partecipato a numerose rappresentazioni a Broadway e a due film. I suoi genitori erano ebrei, ma Carroll è stato educato alla dottrina della Chiesa Scientista. Autodefinitosi "adolescente problematico", ha terminato l'educazione primaria presso la Loomis School, nel Connecticut, e si è laureato con lode presso la Rutgers University nel 1971, anno nel quale ha sposato l'artista Beverly Schreiner. Pochi anni dopo si è trasferito a Vienna, Austria, dove ha iniziato ad insegnare presso la American International School e dove risiede tuttora.
Il suo primo romanzo, The land of laughs (1980, ed. italiana: Il paese delle pazze risate, 2004), è indicativo del suo stile e degli argomenti che è solito trattare. Raccontato in prima persona, il romanzo parla di un giovane insegnante alla ricerca di se stesso che parte con la sua compagna per scoprire maggiori dettagli della vita dell'autore dei suoi libri di infanzia preferiti. Accolto caldamente in casa dalla figlia ormai cresciuta dell'autore, sembra che tutto vada bene, finché il cane inizia a parlargli. Mentre il confine tra il mondo di fantasia creato dallo scrittore per bambini e la vita dell'insegnante-narratore si assottiglia, il lettore viene portato a chiedersi quanto affidabile sia il narratore stesso.
I successivi romanzi espandono questi temi, e spesso presentano narratori inaffidabili in un mondo nel quale il magico è visto come naturale (un commentatore ha affermato che se Carrol fosse nato in Sudamerica e avesse avuto un cognome spagnolo, sarebbe stato considerato un rappresentante del realismo magico).
Il suo racconto Friend's best man ha vinto un World Fantasy Award, e altri suoi lavori hanno frequentemente ricevuto nomination per lo stesso premio e per il Premio Bram Stoker per la letteratura horror. Con The panic hand ha vinto il Premio Bram Stoker nel 1995 per la miglior raccolta di racconti. Sia Il paese delle pazze risate che From The Teeth of angels hanno vinto il Grand Prix de l'Imaginaire. Outside the dog museum ha vinto il British Fantasy Award per il miglior romanzo.

## Opere
- The Land of Laughs, 1980 (Il paese delle pazze risate, Arnoldo Mondadori Editore, 2004 | Il paese delle pazze risate, La Corte Editore, 2019)
- Voice of our Shadow, 1983 (La voce della nostra ombra, Fazi, 2009)
- Sestetto delle preghiere esaudite:
  - Bones of the Moon, 1987 (Ossi di luna, Fazi, 2007)
  - Sleeping in Flame, 1988 (Lascia che il passato inizi, La Corte Editore, 2022)
  - A Child Across the Sky, 1989 (Il demone di mezzanotte, Fanucci, 1990 / I bambini di Pinsleepe, Fazi, 2006)
  - Outside the Dog Museum, 1991
  - After Silence, 1992 (L'assenza, Fazi, 2008)
  - From the Teeth of Angels, 1993 (Gli artigli degli angeli, Fazi, 2007)
- The Panic Hand, 1995 (Tu e un quarto, Fazi, 2006 - raccolta di racconti brevi pubblicata per la prima volta in Germania nel 1989)
- La trilogia di Crane's View
  - Kissing the Beehive, 1997 (Ciao Pauline!, Arnoldo Mondadori Editore, 2005)
  - The Marriage of Sticks, 2000 (Il matrimonio dei fiammiferi, Fazi, 2008)
  - The Wooden Sea, 2001 (Il mare di legno, Fazi, 2004)
- The Heidelberg Cylinder, 1999-2000 (1000 copie in edizione limitata, tutte firmate da Jonathan Carroll e Dave McKean. Sono state vendute anche alcune copie aggiuntive senza autografi)
- White Apples, 2002 (Mele bianche, Fazi, 2003)
- Glass Soup, 2005 (Zuppa di vetro, Fazi, 2005)
- Oko Dnia (Eye of the day), 2006 - solo in Polacco
- Black Cocktail (Black Cocktail, Fazi, 2009)
- The Ghost In Love, 2008 (The Ghost in Love - Il fantasma che si innamorò, La Corte Editore, 2013)
- Bathing the Lion, 2014 (La forza del Leone, La Corte Editore, 2016)
- Mr. Breakfast, 2019 (Mr. Breakfast, La Corte Editore, 2020)